# Cortiella
Cortiella es un género de plantas herbáceas de la familia de las apiáceas.  Comprende 7 especies descritas y de estas, solo 4 aceptadas.

## Taxonomía
El género fue descrito por Cecil Norman y publicado en Journal of Botany, British and Foreign 75: 94. 1937. La especie tipo es: Cortiella hookeri (C.B.Clarke) C.Norman	

## Especies
A continuación se brinda un listado de las especies del género Cortiella aceptadas hasta septiembre de 2012, ordenadas alfabéticamente. Para cada una se indica el nombre binomial seguido del autor, abreviado según las convenciones y usos.
- Cortiella caespitosa R.H.Shan & M.L.Sheh
- Cortiella cortioides (C.Norman) M.F.Watson
- Cortiella hookeri (C.B.Clarke) C.Norman
- Cortiella lamondiana Fullarton & M.F.Watson